# Lithobius tactus
Lithobius tactus är en mångfotingart som beskrevs av Filippo Silvestri 1917. Lithobius tactus ingår i släktet Lithobius och familjen stenkrypare. Inga underarter finns listade i Catalogue of Life.